# Sphagnum macrophyllum
Sphagnum macrophyllum är en bladmossart som beskrevs av Bernhardi och Bridel 1826. Sphagnum macrophyllum ingår i släktet vitmossor, och familjen Sphagnaceae. Inga underarter finns listade i Catalogue of Life.